# Terlincthun British Cemetery
Terlincthun British Cemetery is een Britse militaire begraafplaats met gesneuvelden uit de Eerste en Tweede Wereldoorlog, gelegen in de Franse gemeente Wimille, departement (Pas-de-Calais).  De begraafplaats werd ontworpen door Herbert Baker en ligt aan de Rue de l’ Aiglon op meer dan 2,5 km ten zuidwesten van het centrum van Wimille (Église Saint-Pierre). Ze heeft ongeveer de vorm van een parallellogram en wordt omsloten door een natuurstenen muur. De toegang bestaat uit een enkelvoudig houten hek in een naar binnen gebogen deel van de muur. Het Cross of Sacrifice staat centraal tegen de noordwestelijke muur. Tegen de zuidoostelijke muur staat op een verhoogd terras de Stone of Remembrance die wordt geflankeerd door twee schuilgebouwtjes onder een tentdak. Deze zijn verbonden door een gebogen muur waarin zich twee nissen bevinden. Het terras wordt afgeboord met een witte stenen balustrade.  
Er liggen in totaal 4.740 slachtoffers begraven waaronder 4.592 uit de Eerste Wereldoorlog (waaronder 838 niet geïdentificeerde) en 148 uit de Tweede Wereldoorlog (waaronder 31 niet geïdentificeerde).
De begraafplaats wordt onderhouden door de Commonwealth War Graves Commission.

## Geschiedenis

### Eerste Wereldoorlog
Vanaf augustus 1914 werden in de buurt van Terlincthun (een gehucht van Wimereux) rustkampen voor de Commonwealth-strijdkrachten opgericht. Gedurende de hele Eerste Wereldoorlog waren in Boulogne en Wimereux talrijke ziekenhuizen en andere medische instellingen gevestigd. De begraafplaats werd in juni 1918 in gebruik genomen nadat de beschikbare ruimte op de burgerlijke begraafplaatsen van Boulogne en Wimereux uitgeput was.
De begraafplaats werd vooral gebruikt voor het begraven van overleden gewonden uit de basisziekenhuizen, maar in perceel IV rij C liggen 46 leden van de Royal Air Force die in september 1918 omkwamen bij een bombardement door Duitse vliegtuigen op Marquise.
In juli 1920 lagen er meer dan 3.300 graven, maar de begraafplaats bleef vele jaren een 'open' begraafplaats en er werden nog steeds graven binnengebracht vanuit geïsoleerde plaatsen en andere begraafplaatsen in Frankrijk waar het onderhoud niet verzekerd kon worden.
Onder de geïdentificeerd doden zijn er 3.097 Britten, 91 Australiërs, 298 Canadezen, 31 Nieuw-Zeelanders, 42 Zuid-Afrikanen, 1 Indiër, 3 Amerikanen, 4 Russen, 1 Pool en 198 Duitsers.
Aan de westelijke rand van de begraafplaats worden 6 Britse slachtoffers herdacht met een Duhallow Block omdat zij oorspronkelijk begraven waren in de gemeentelijke begraafplaats van Charlesville maar niet meer teruggevonden werden.
49 Britse militairen en 2 Duitse militairen die in november 1982 in Ovillers-la-Boisselle gevonden werden liggen onder een bijzondere grafzerk waarop de kentekens van hun regimenten afgebeeld staan.

### Tweede Wereldoorlog
In 1940 werd hevig gevochten in het gebied en de schade in Wimille was groot toen het garnizoen van Boulogne van 22 tot 25 mei een hevige, vertragende actie voerde om de terugtrekking van de Britse troepen naar Duinkerke veilig te stellen. Ook in 1944 na de landing van de geallieerde legers werd in Wimille opnieuw gevochten. De begraafplaats leed aanzienlijke schade, zowel door de beschietingen in 1940 als tijdens de Duitse bezetting.
Onder de geïdentificeerd doden zijn er 98 Britten, 14 Australiërs, 1 Zuid-Afrikaan en 4 Indiërs.

## Graven
- Margaret Cameron Young en Edith Ingram waren verpleegsters die bij het Voluntary Aid Detachment (VAD) dienden.
- John H. Paterson, onderluitenant bij het Essex Regiment werd op 24 september 1918 wegens moord gefusilleerd. Hij was een van de drie Britse officieren die tijdens de Eerste Wereldoorlog werden terechtgesteld.[2][3]

### Onderscheiden militairen
- Hugh St. Aubyn Wake, majoor bij de 8th Gurkha Rifles werd onderscheiden met de Royal Victorian Order (MVO).
- Harold Thomas Forster, majoor bij het Royal Berkshire Regiment werd tweemaal onderscheiden met de  Distinguished Service Order en tweemaal met het Military Cross (DSO and Bar, MC and Bar).
- James Brash, kapitein bij de Seaforth Highlanders werd onderscheiden met de Distinguished Service Order en het Military Cross (DSO, MC).
- A.T. MacKay, majoor bij de Canadian Field Artillery en W.D.C. Christie, kapitein bij de Canadian Infantry werden onderscheiden met de Distinguished Service Order (DSO).
- Frederick Gerald Hudson Chalk, luitenant bij de Royal Air Force Volunteer Reserve werd onderscheiden met het Distinguished Flying Cross (DFC).
- kapitein George Ernest Cornaby en de onderluitenants Thomas Blair en John Knox werden tweemaal onderscheiden met het Military Cross (MC and Bar).
- luitenant Walter James Hawkes en onderluitenant Frank Court Vessey werden onderscheiden met het Military Cross en de Military Medal (MC, MM).
- nog 32 officieren werden onderscheiden met het Military Cross (MC).
- sergeant W. Hannaford werd onderscheiden met de Distinguished Conduct Medal en tweemaal met de Military Medal (DCM, MM and Bar).
- de sergeanten Frederick William Dare Sorby en George Harry Calverley, de korporaals T. Halpin en Morris Carter werden onderscheiden met de Distinguished Conduct Medal en de Military Medal (DCM, MM), nog 8 andere militairen werden onderscheiden met de Distinguished Conduct Medal (DCM).
- James Moss, soldaat bij het The Loyal North Lancashire Regiment werd onderscheiden met de Military Medal en de Meritorious Service Medal (MM, MSM).
- Staff sergeant-majoor Montague Livesey, compagnie sergeant-majoor Harry Edwin Hopcraft, sergeant-majoor A. Payne, sergeant W. Hitchings, korporaals Norman James Stanford en Frederick Arthur Ridgwell en soldaat Douglas Robertson werden onderscheiden met de Meritorious Service Medal (MSM).
- 7 militairen werden tweemaal onderscheiden met de Military Medal (MM and Bar) en nog 89 andere eenmaal (MM)

### Minderjarige militairen
- de soldaten A. Smith en Gerald Moss, beide van de The King's (Liverpool Regiment) waren 16 jaar toen ze stierven.
- vliegenier Arthur William Bates Sanders (Royal Air Force), kanonnier John Henry Tribe (Canadian Field Artillery) en soldaat Jack Pynn (Royal Newfoundland Regiment) waren 17 jaar toen ze stierven.

### Aliassen
Er liggen 6 militairen die onder een alias dienden.
- soldaat J. Fegan als J. Ford bij het Labour Corps.
- soldaat John Gorkin als John McGurk bij het Army Cyclist Corps.
- soldaat Thomas Hughes als Horatio Fitzhughes bij de The King's (Liverpool Regiment).
- soldaat A. McNeil als A. Allan bij de Royal Scots Fusiliers.
- soldaat P. Connor als J. Redmond bij het South Lancashire Regiment.
- soldaat R. Tomlinson als R. Wilson bij het Labour Corps.